# Silnice II/474
Silnice II/474 je silnice II. třídy v Moravskoslezském kraji (v okresech Frýdek-Místek a Karviná) spojující Mosty u Jablunkova a Hrádek a v druhé části Hnojník a Dětmarovice. 

## Průběh
První část silnice tvoří úseky, které původně patřily silnici I/11, avšak po vybudování obchvatů Mostů u Jablunkova a Jablunkova a nového průtahu Hrádkem byly překategorizovány na silnici II. třídy. Silnice začíná těsně za hraničním přechodem se Slovenskem odbočením z I/11, vede přes centrum Mostů u Jablunkova, Jablunkova, Návsí a Hrádku, kde se znovu napojuje na I/11.
Druhá část začíná na křižovatce s I/68 v Hnojníku, vede na sever přes Třanovice (křižovatka s II/648), Těrlicko (křižovatka s I/11), Horní Suchou (křižovatka s II/475), Karvinou-Doly, Orlovou (křižovatka s I/59) a končí v Dětmarovicích na křižovatce s I/67.

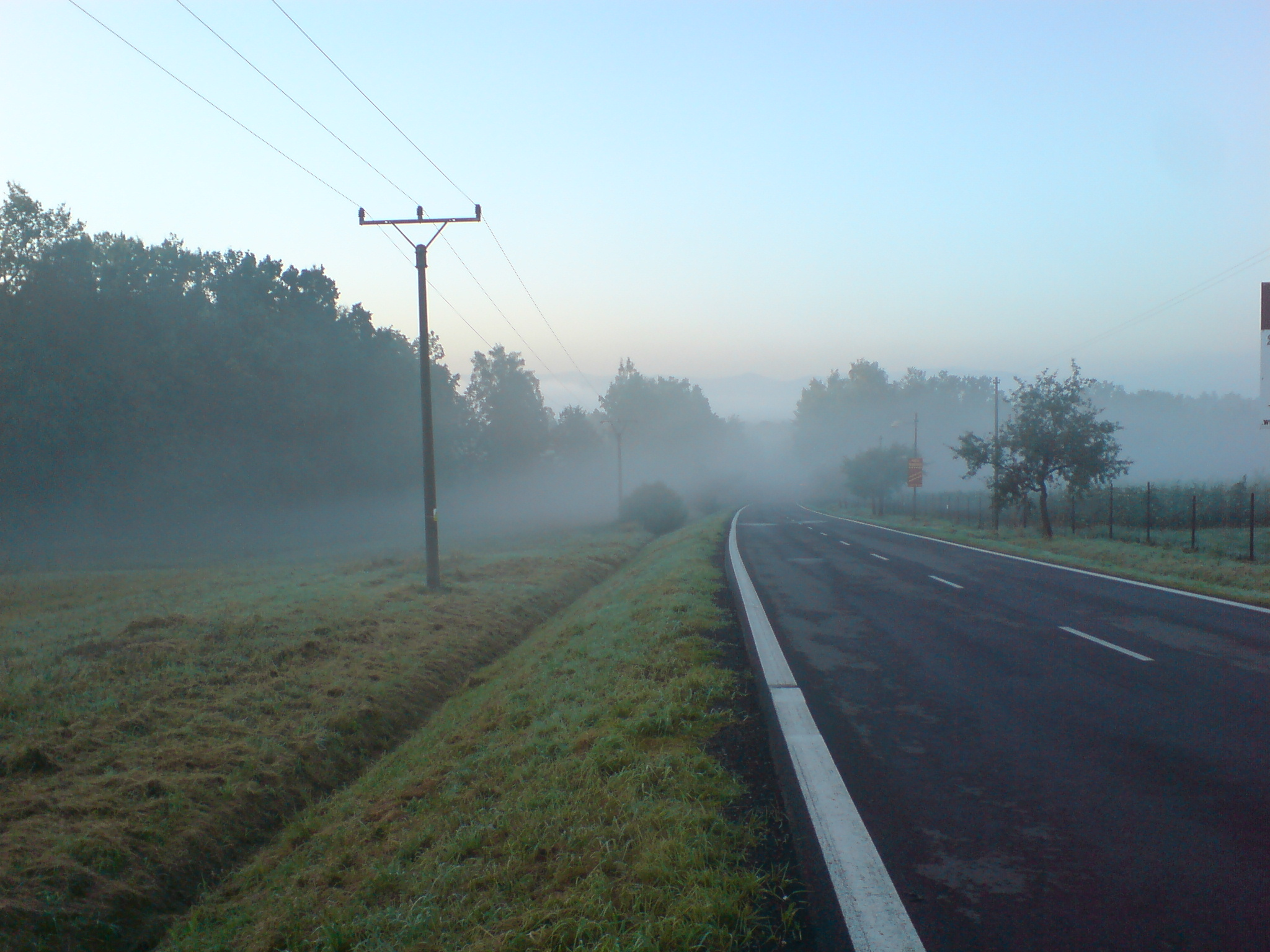
Silnice II/474 v úseku mezi Havířovem, Životicemi a Těrlickem.

Po dobudování přeložek silnic I/11 a I/68 se součástí II/474 staly původní úseky těchto silnic mezi Bystřicí a Třanovicemi. Tím došlo k propojení obou částí silnice do souvislého celku.